# Sławacinek Stary
Sławacinek Stary – wieś w Polsce położona w województwie lubelskim, w powiecie bialskim, w gminie Biała Podlaska. Leży nad rzeką Krzną.
1 kwietnia 1928 roku część Sławacinka Starego z folwarkiem, koszarami, szpitalem Karola Boromeusza oraz Zamkiem Radziwiłłowskich włączono do Białej Podlaskiej
W latach 1975–1998 miejscowość administracyjnie należała do ówczesnego województwa bialskopodlaskiego. Do 1 stycznia 2014 roku wieś nosiła urzędową nazwę Stary Sławacinek.
Wieś jest sołectwem w gminie Biała Podlaska. Według Narodowego Spisu Powszechnego z roku 2011 wieś liczyła 1092 mieszkańców.
We wsi znajdują się Szkoła Podstawowa im. Henryka Sienkiewicza oraz jednostka ochotniczej straży pożarnej należąca do Krajowego Systemu Ratowniczo-Gaśniczego. W roku 2012 jednostka obchodziła jubileusz 45-lecia powstania.
Wierni Kościoła rzymskokatolickiego należą do parafii pod wezwaniem Narodzenia Najświętszej Maryi Panny w Białej Podlaskiej. Znajduje się tu także kaplica dojazdowa.